# Neverwinter Nights: Witch's Wake
Neverwinter Nights: Witch's Wake це один з модів Neverwinter Nights у якому основний акцент було зроблено саме на сюжетну лінію. Розрахований приблизно на 2-3 години безперервної гри. Його сюжет було розроблено провідним конструктором світу NWN Робом Бартелом. Мод був випущений у 2001 році і йшов у комплекті з основними компаніями, хоча самі події розвиваються не у всесвіті Забутих Королівств, а у просторі який Роб Бартел вигадав сам. Цей та інші модулі досі залишаються запорукою незмінної прихильності спільноти фанатів Neverwinter Nights.

## Сюжет
Witch's Wake, або Пробудження відьми дещо відрізняється від звичайних модів Невевінтеру. Для нього було окремо розроблено свій таємничий світ, деякі ігрові правила та безліч унікальних під-рас зі своїми спеціальними бонусами.
На початку гри герой прокидається на полі бою й усвідомлює, що всі його спогади втрачено. Поруч помирає князь, що просить персонажа передати його батькові повідомлення «вона померла». Після деяких мандрів герой зустрічає нічну відьму яка виявляє бажання допомогти йому повернути своє минуле. Так персонаж отримує можливість потрапляти до Плану Скорботи — місця де світ живих зустрічається зі світом мертвих. У цьому місці мешкають душі, що готові увійти у світ мертвих, а також духи, що славляться своєю злою природою. Подорожуючи світом гри й потрапляючи до Плану Скорботи герой шукає відповіді на свої питання і переживши низку небезпечних пригод урешті-решт персонаж опиняється у поселенні дварфів Борган Арм. Тут персонаж виявляє, що та людина, яку він шукає викрала камінь Кванейг — святий артефакт який має дуже велике значення. Наприкінці пошуків гравець знаходить чоловіка, на ім'я Калдріан, який розкриває йому історію того, що насправді сталося у тій битві.
Герой усвідомлює, що був частиною команди мисливців за відьмою, боровся з нею і напевне вбив її. Зустріч з Калдаріаном змушує гравця усвідомити те, що він був частиною команди Witch Hunter. Однак команда знищивши її владу, якимось невідомим чином втратила і пам'ять. По закінченні цього діалогу, у завершальному ролику, гравець може бачити як примарна фігура жінки пише повідомлення «Поля битв лежать у людських серцях…»
На цей час історія так і закінчується тим, що гравець дізнається, що сталося з ним і його командою. І хоча у деяких випадках рядок початку наступної частини модуля з'являється, але оскільки продовження так і не було закінчене жодного результату не дає.

## Скасоване продовження
У закінченні першого модуля залишається інтрига і натяк на продовження сюжету. Наступною частиною повинен був стати модуль Witch's Wake II: The Witch Hunters (Пробудження відьми II: Мисливці за відьмами) але розробку цієї кампанії було скасовано, і друга частина не була випущена.